# Відслонення нижнього карбону

Відсло́нення ни́жнього карбо́ну  — геологічна пам'ятка природи місцевого значення. Розташована у Кальміуському районі Донецької області біля м. Кальміуське по лівому березі річки Кальміус у балці Скидна. Статус пам'ятки природи присвоєно рішенням облвиконкому № 622 25 грудня 1975. Площа — 2 га. На ділянці пам'ятки природи виходять на поверхню фрагменти нижньої свити нижнього карбону з переходом до середньої свити середнього карбону з характерним для цього геологічного періоду комплексом фауни.